# 三八五バス
三八五バス株式会社（みやごバス）は、青森県八戸市に本社を置く三八五流通傘下の観光貸切バス専業事業者である。
「プロが選ぶ優良観光バス30選」（旅行新聞新社主催）において9年連続ベスト30入選、さらに2005年から2009年まで5年連続でベスト10入りを果たしている。

## 車庫
- 八戸ナンバー
  - 本社営業所
    - 青森県八戸市江陽2-18-37

  - 三沢営業所
    - 青森県三沢市大字三沢字堀口17-40
- 青森ナンバー
  - 青森営業所
    - 青森県青森市大字平新田字森越92-1
- 岩手ナンバー（盛岡ナンバー）
  - 盛岡営業所
    - 岩手県滝沢市大釜中道76

## 歴史
- 1977年4月1日 - 設立

## ツアー観光バス
- 三八五バス友の会、企画募集型ツアー観光